# Bardača
Bardača (serb. Бардача) – obszar chroniony (park prirode) o powierzchni 3500 ha znajdujący się w gminie Srbac w północnej Bośni i Hercegowinie, na terytorium Republiki Serbskiej, przy granicy z Chorwacją. Obejmuje rozległy, okresowo zalewany teren bagienny – równinę zalewową położoną na prawym brzegu rzeki Sawy u ujścia jej dopływu, rzeki Vrbas.
Bardača od 2000 roku stanowi ostoję ptaków IBA organizacji BirdLife International, a od 2007 roku jest również obszarem wodno-błotnym o znaczeniu międzynarodowym konwencji ramsarskiej.

## Charakterystyka

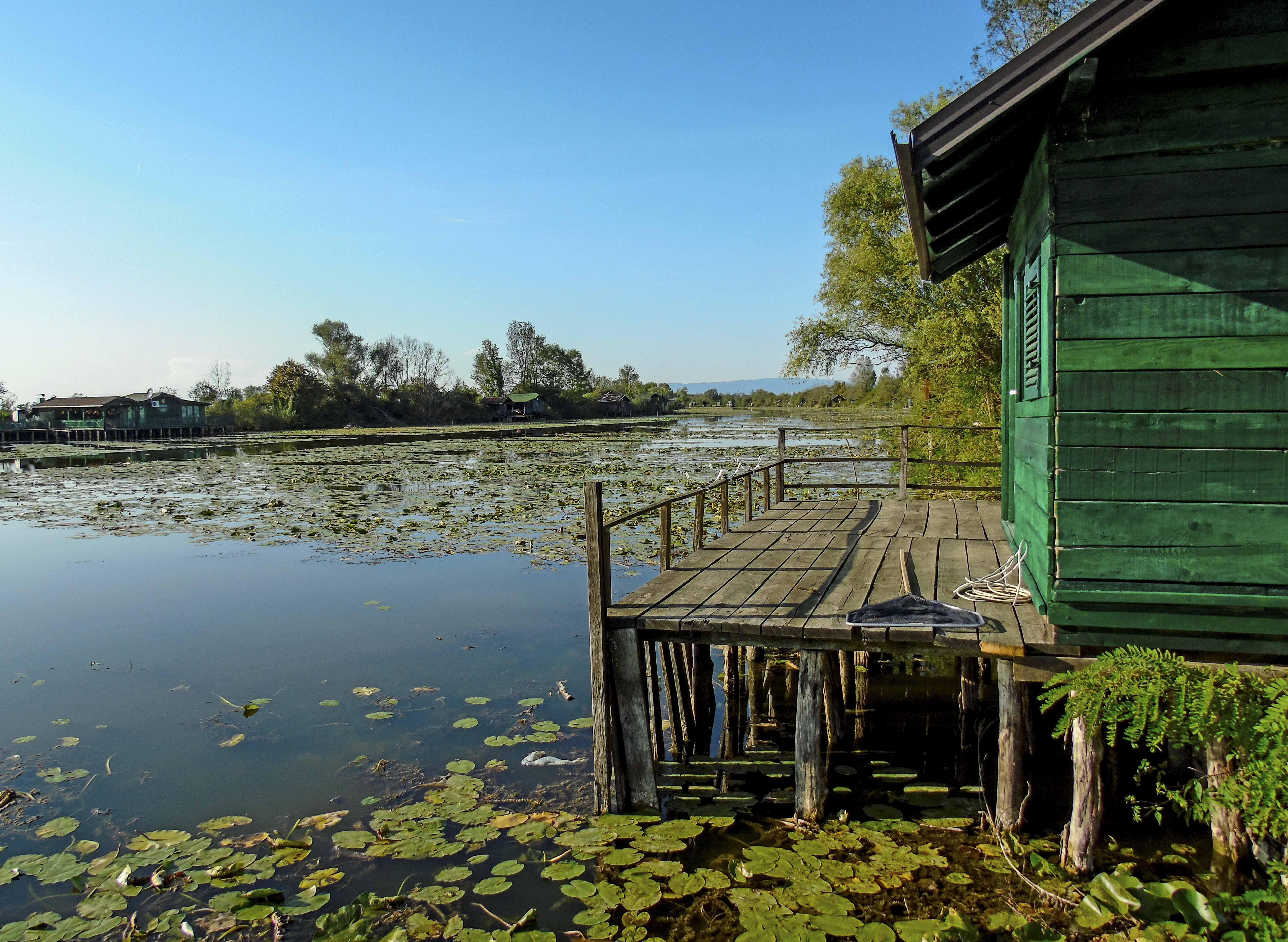
Jeden ze stawów na terenie kompleksu (2019)

Mokradła Bardača są obszarem zalewowym o powierzchni 3500 ha położonym na prawym brzegu rzeki Sawy i na lewym brzegu rzeki Vrbas, wznoszącym się na wysokość 85–95 m n.p.m. Teren ten, pierwotnie podmokły z samej natury swojej lokalizacji, został dodatkowo na początku XX wieku pokryty częściowo stawami rybnymi, które w latach 60. XX wieku powiększono do celów irygacyjnych. Wybudowano wówczas również kanały nawadniające i przepompownie, a wody części pobliskich strumieni spiętrzono, co przyczyniło się do wysuszenia znacznych części naturalnych bagien i przekształcenia ich w grunty orne.
Akwakultura oraz produkcja ryb pozostają głównymi zajęciami miejscowej ludności,. Intensywnie prowadzony wypas i uprawa roli z zastosowaniem nawozów i pestycydów zagrażają kompleksowi.
Stawy rybne, łąki, bagna oraz pozostałości lasów łęgowych na terenie Bardačy są siedliskiem wielu zagrożonych oraz rzadkich gatunków roślin i zwierząt, w tym endemitów.

### Flora
Bardača jest jednym z nielicznych na Bałkanach i pierwszym odkrytym na terenie Bośni i Hercegowiny stanowiskiem rdestnicy błyszczącej (Potamogeton rutilus). Występują tu relikty trzeciorzędowe, m.in. grzybienie białe (Nymphaea alba), grążel żółty (Nuphar lutea), jezierza morska (Najas marina), żabiściek pływający (Hydrocharis morsus-ranae), nurzaniec śrubowy (Vallisneria spiralis), kotewka orzech wodny (Trapa natans), wywłócznik kłosowy (Myriophyllum spicatum) czy łączeń baldaszkowy (Butomus umbellatus), a ponadto tatarak zwyczajny (Acorus calamus), turzyca błotna (Carex acutiformis), marsylia czterolistna (Marsilea quadrifolia), strzałka wodna (Sagittaria sagittifolia), przylaszczka pospolita (Hepatica nobilis), konwalia majowa (Convallaria majalis), śnieżyczka przebiśnieg (Galanthus nivalis), myszopłoch kolczasty (Ruscus aculeatus), grzybieńczyk wodny (Nymphoides peltata) oraz wolfia bezkorzeniowa (Wolffia arrhiza).

### Fauna

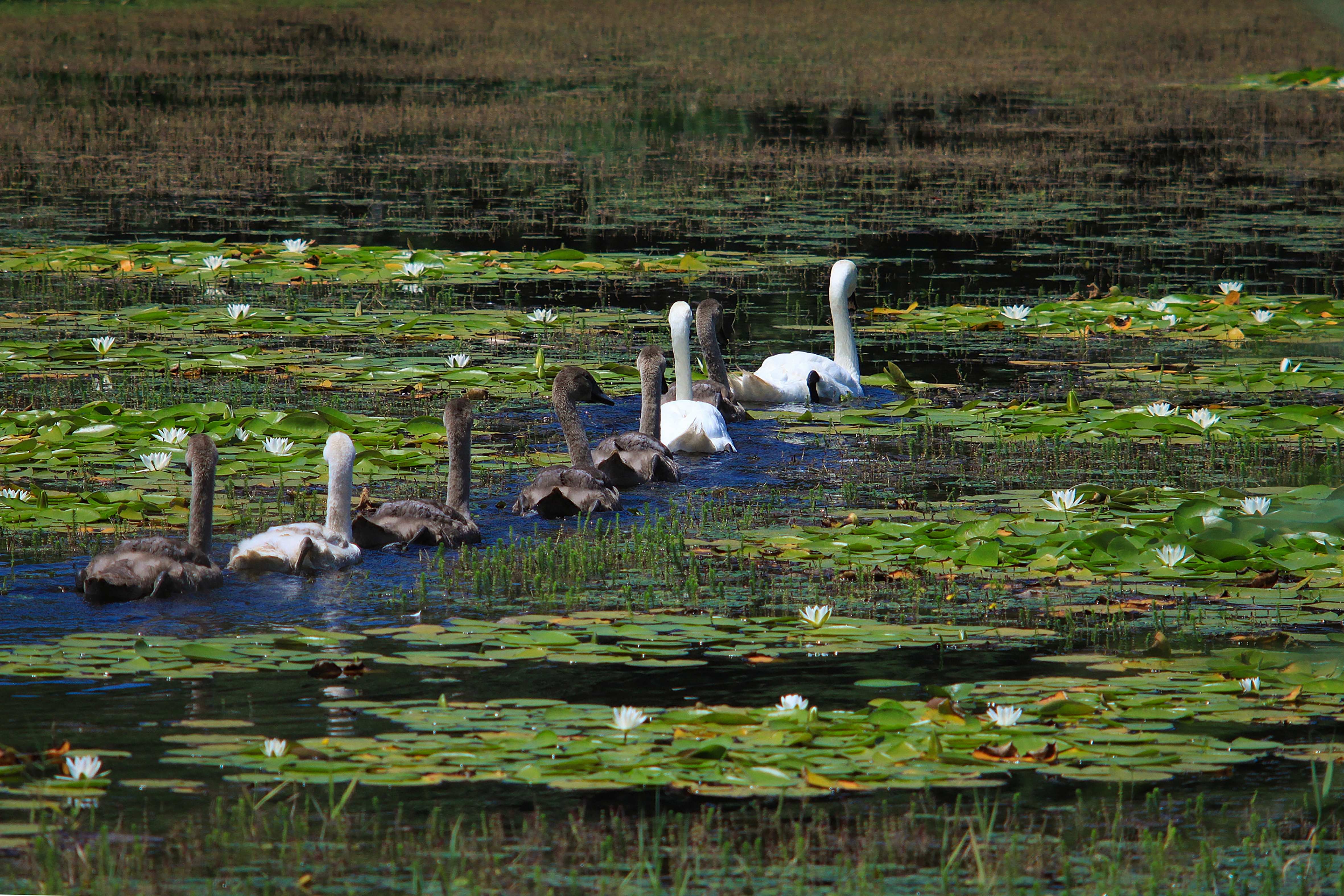
Łabędzie wśród grzybieni białych (2009)

Mokradła Bardača stanowią ważne miejsce gniazdowania oraz postoju ptaków migrujących. Wykazano występowanie na tym terenie od 111 do 202 gatunków ptaków, w tym 45–86 gatunków gniazdujących. Należą do nich m.in. derkacz (Crex crex), podgorzałka (Aythya nyroca), czapla nadobna (Egretta garzetta), czapla purpurowa (Ardea purpurea), czapla modronosa (Ardeola ralloides), bączek (Ixobrychus minutus), ślepowron zwyczajny (Nycticorax nycticorax), ibis kasztanowaty (Plegadis falcinellus), rybitwa białowąsa (Chlidonias hybrida), rybitwa rzeczna (Sterna hirundo) oraz warzęcha (Platalea leucorodia).
W wodach rzek i stawów Bardačy występują endemiczne gatunki ryb dorzecza Dunaju – szrecer (Gymnocephalus schraetzer), czop żółty (Zingel streber) i płoć alpejska (Rutilus pigus), a także narażony na wyginięcie sterlet (Acipenser ruthenus). Herpetofaunę reprezentują natomiast m.in. salamandra plamista (Salamandra salamandra), traszka grzebieniasta (Triturus cristatus), kumak górski (Bombina variegata), żaba dalmatyńska (Rana dalmatina), grzebiuszka ziemna (Pelobates fuscus) i żółw błotny (Emys orbicularis).

## Galeria

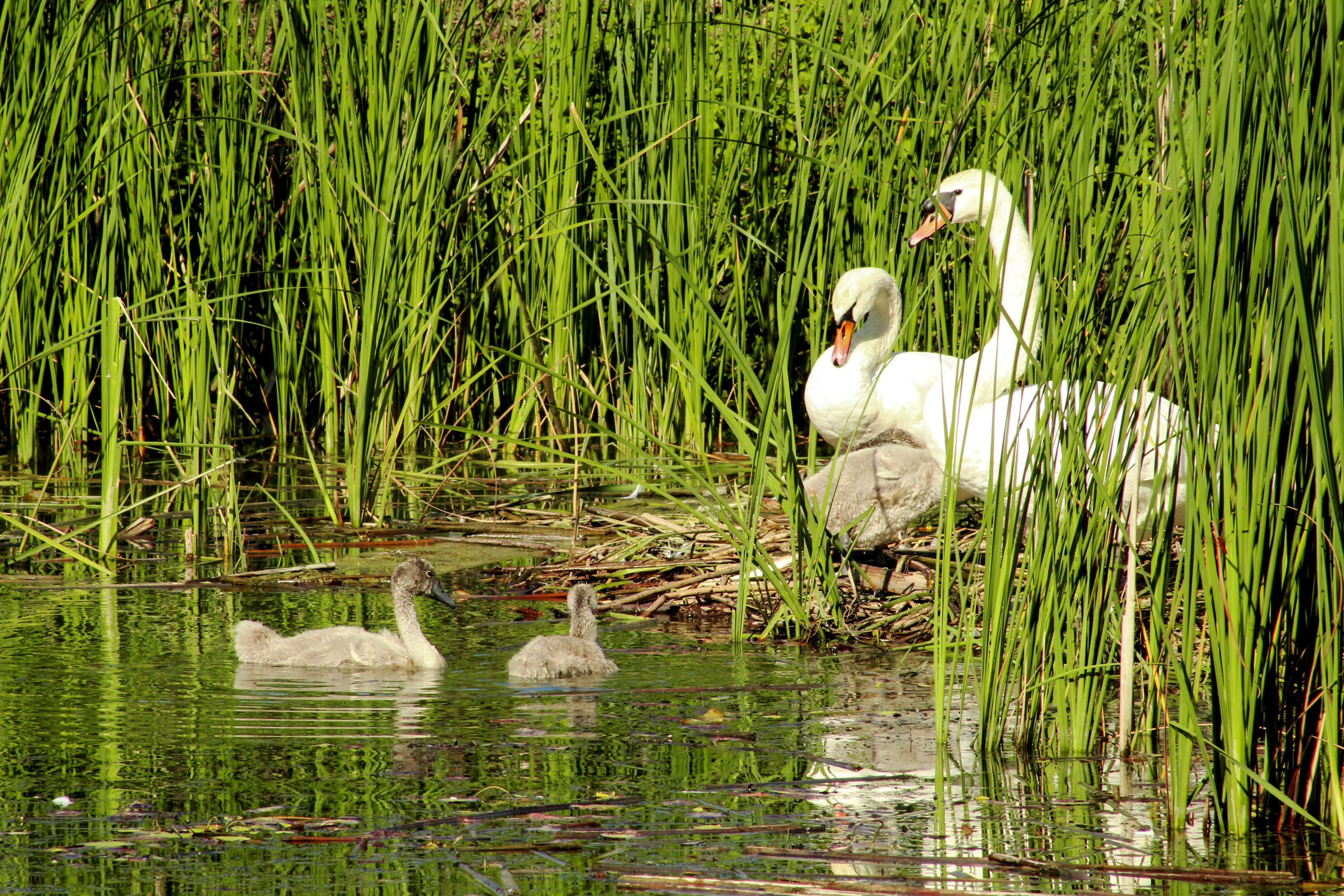
Łabędzie z młodymi (2020)
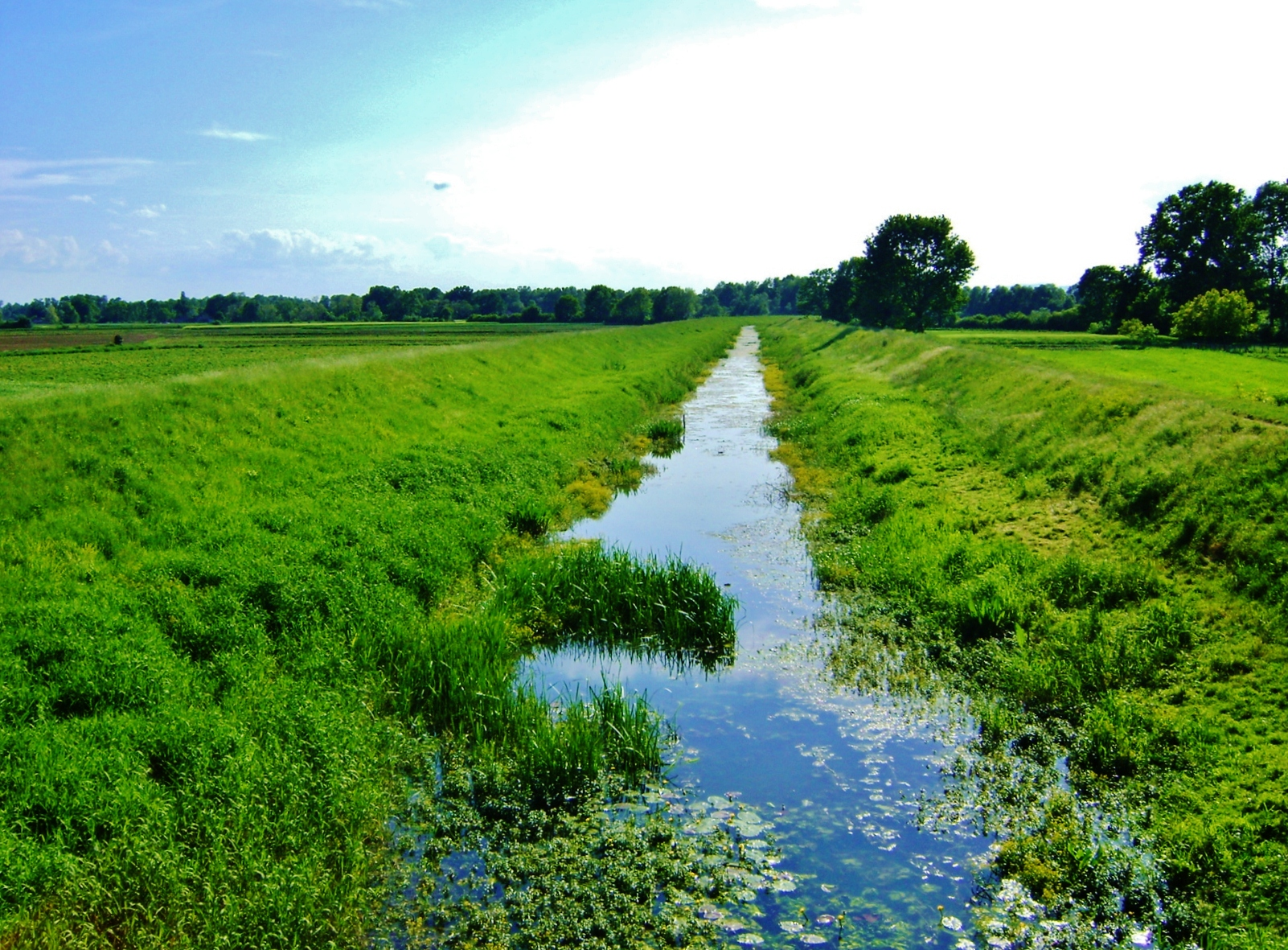
Jeden z kanałów nawadniających (2009)
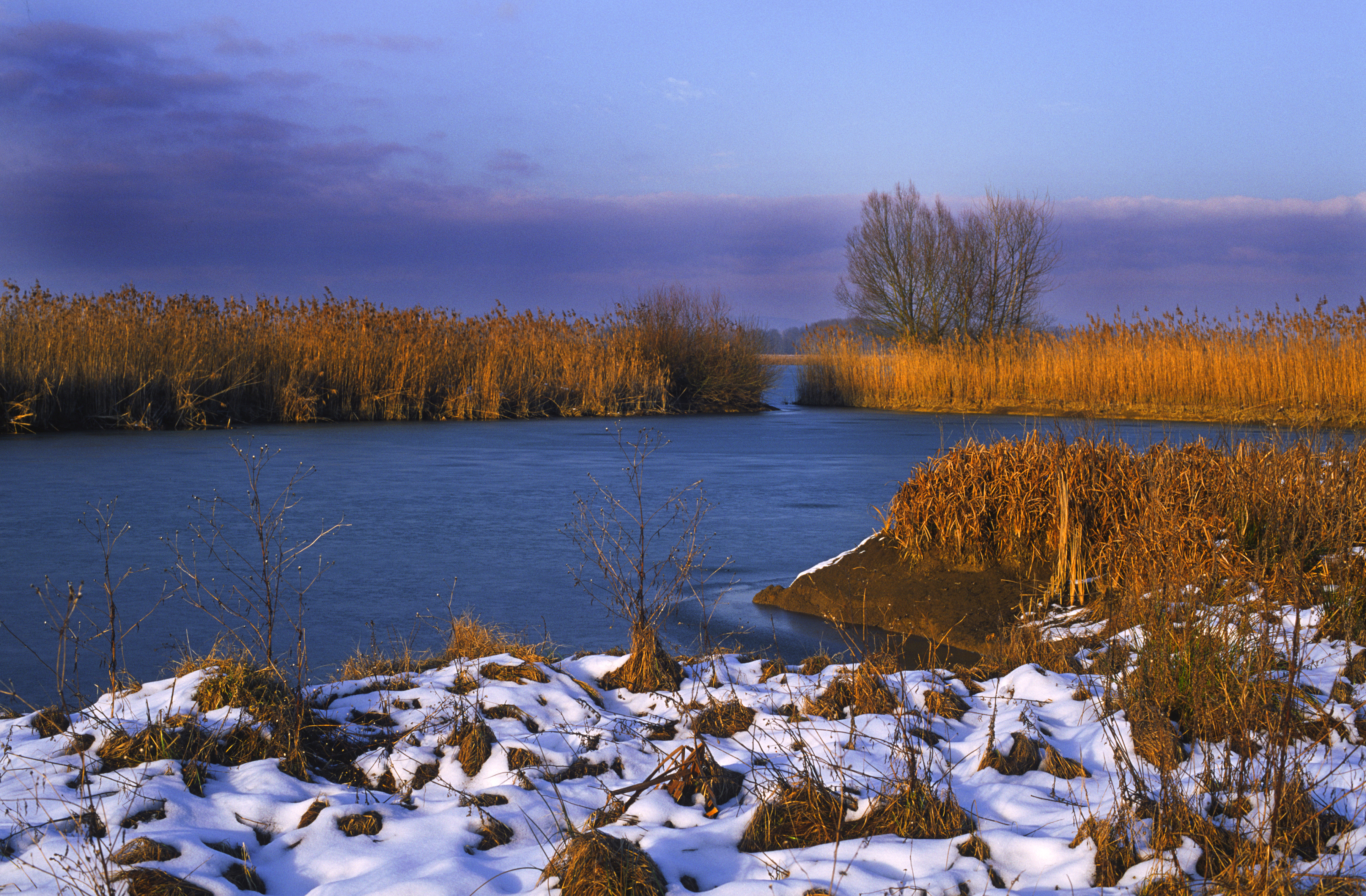
Bardača zimą (2014)